# (33034) 1997 RC11
1997 أر سي 11 (ويعرف أيضًا باسم (33034) 1997 أر سي 11 وفق تسمية الكوكب الصغير) (بالإنجليزية: 1997 RC11)‏ هو كويكب ضمن حزام الكويكبات؛ وترتيبه 33034 من حيث الاكتشاف.
اكتُشف هذا الجُرم الفلكي بواسطة OCA–DLR Asteroid Survey ‏ في 3 سبتمبر 1997.

## وصلات خارجية
- (33034) 1997 RC11 في قاعدة بيانات مختبر الدفع النفاث لأجرام النظام الشمسي الصغيرة

- الاكتشاف · مخطط المدار ·  العناصر المدارية · المعلمات المادية

- (33034) 1997 RC11 على موقع ويكي سكاي: DSS2, SDSS, GALEX, IRAS, Hydrogen α, X-Ray, Astrophoto, Sky Map, Articles and images